# سلطانگه
سلطانگه یکی از روستاهای استان آذربایجان شرقی است که در دهستان عباس غربی بخش تیکمه‌داش شهرستان بستان‌آباد جاده ایل یولی واقع شده‌است.این روستا ۴۰۷ نفر جمعیت دارد.